# Böhlen
Böhlen är en stad i Landkreis Leipzig i förbundslandet Sachsen i Tyskland.
Orten bildades av sorber som bosatte sig vid floden Pleiße. Året 1353 blev Böhlen för första gången omnämnd i en urkund. Samhället var fram till slutet av 1800-talet en by. Sedan upptäcktes brunkol i närheten och orten växte så att Böhlen året 1964 fick stadsrättigheter. Flera av de omkringliggande dagbrotten blev utnyttjade och sedan påbörjades en omvandling av landskapet till ett rekreationsområde.